# Bourbon County (Kentucky)
Bourbon County is een county in de Amerikaanse staat Kentucky.
De county heeft een landoppervlakte van 755 km² en telt 19.360 inwoners (volkstelling 2000). De hoofdplaats is Paris.

## Bevolkingsontwikkeling

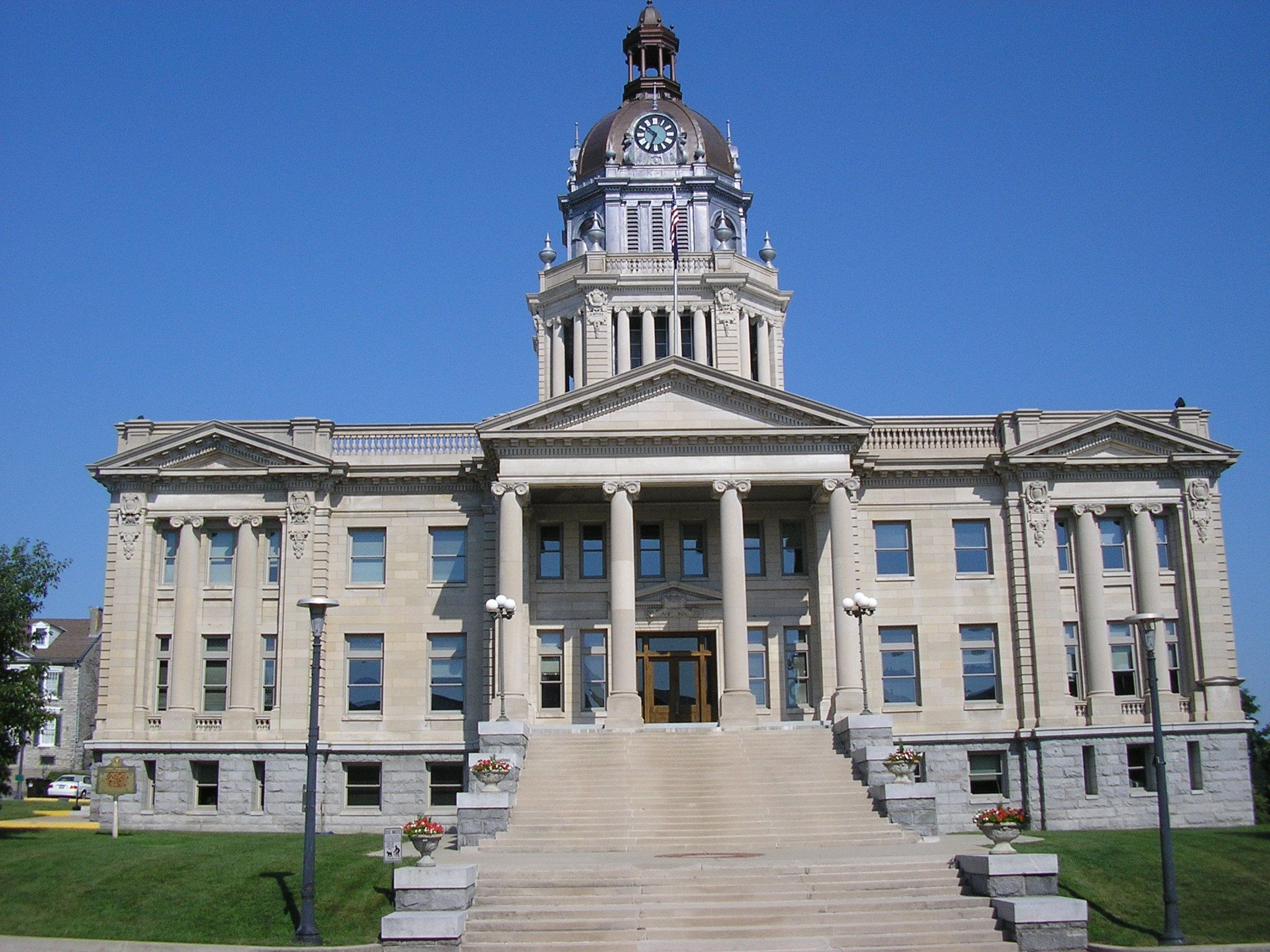
Bourbon County Courthouse